# Буколы
Буко́лы (греч. Βουχολοι от греч. βουχολος — пастух коров) — название жителей западной части нильской дельты, носившей название Буколия (Βουχολια), начиная с V века до н. э. Геродот (II. 146) называет коровьих пастухов одной из семи каст Египта. Он также упоминает (II. 17) Буколийское устье Нила. По сведениям Страбона (XVII. I. 6, 19), ещё до основания Александрии пастухи-разбойники контролировали морское побережье около Фароса и нападали на бросавшие там якорь корабли.
Позднее это название закрепилось за общинниками и рабами Римского Египта, бежавшими от правительства и землевладельцев в недоступные болота в дельте Нила, где они успешно защищались против римских солдат. Отсюда они производили набеги на окрестные поместья, пользуясь сочувствием и поддержкой местных земледельцев.
Буколы участвовали в антиримском восстании египтян 154 году, а в 174—175 сами подняли восстание, возглавлявшееся жрецом Исидором. Движение буколов продолжалось до V века. Образ жизни буколов подробно описан в романе Гелиодора «Эфиопика» (книга 1), а борьба с ними описывается у Ахилла Татия Александрийского в книге «Левкиппа и Клитофон» (IV. 12—14).